# Johannes Schubert (Physiker)
Johannes Oscar Schubert (* 11. Juni 1859 in Dreischweinsköpfen bei Danzig; † 29. September 1947 in Eberswalde) war ein deutscher Mathematiker, Physiker, Geodät und Meteorologe.

## Leben
Johannes Schubert widmete sich nach dem Abitur hauptsächlich den Studien der Physik und Mathematik, unter anderem bei Ferdinand von Lindemann, an der Universität Königsberg, bevor er 1886 an der Philosophischen Fakultät mit der Arbeit „Über die Integration einer Differentialgleichung für Flächenstücke, die von confocalen Ellipsen und Hyperbeln begrenzt werden“ zum Dr. phil. promoviert wurde.
In der Folge nahm er nach kurzer Lehrtätigkeit in Elbing und Deutsch Krone im Frühjahr 1887 das Angebot für die Assistentenstelle bei Anton Müttrich, Professor für Mathematik, Physik und Meteorologie an der Forstakademie Eberswalde wahr. Johannes Schubert, der 1889 zum Privatdozenten bestellt worden war, hielt zu jener Zeit Vorlesungen im Bereich Geodäsie und angewandter Mathematik.
Im Dezember 1896 erhielt Schubert „In Anerkennung seiner Leistungen“ den Professorentitel verliehen- ohne allerdings die Bezüge eines solchen zu erhalten. Im März 1903 erfolgte Schuberts Ernennung zum Professor für Physik, Meteorologie und Geodäsie durch Bestallungsurkunde Kaiser Wilhelms II. Ab diesem Zeitpunkt konzentrierte er sich in seiner Forschungstätigkeit verstärkt auf die Meteorologie. Johannes Schubert, der zwischen 1924 und 1925 das Rektorenamt bekleidete, blieb auch nach seiner Emeritierung 1925 in Vertretung seiner Nachfolger für die Forstakademie Eberswalde wissenschaftlich und redaktionell aktiv.
Johannes Schubert, der 1944 anlässlich seines 85. Geburtstages mit der Goethe-Medaille für Kunst und Wissenschaft für seine Verdienste auf dem Gebiet der Forstmeteorologie geehrt wurde, verstarb am 29. September 1947 in Eberswalde. Seine Tochter Heilwig Augustiny rief 1994 ihm zu Ehren die Johannes-Schubert Stiftung ins Leben.

## Wirken
Der praxisorientierte Forscher Johannes Schubert, der an zahlreichen, ausgedehnten Exkursionen teilnahm, entwickelte das „Schleuder-Psychrometer mit Strahlenschutz“ zur Messung der Luftfeuchte und initiierte den Bau der Lysimeteranlage auf dem Eberswalder „Drachenkopf“. Schubert stellte vor allem die landschaftsökologische Wirkung des Waldes in den Vordergrund seiner wissenschaftlichen Ambitionen.

## Schriften
- Anleitung für die Ausführung, Aufzeichnung und Berechnung der Beobachtungen auf dem forstlich-meteorologischen Versuchsfelde Karzig-Neuhaus, J. Neumann, Neudamm/Neumark 1899.
- Der jährliche Gang der Luft- und Bodentemperatur im Freien und in Waldungen und der Wärmeaustausch im Erdboden, J. Springer, Berlin/Heidelberg 1900.
- Vergleichende Temperatur- und Feuchtigkeitsbestimmungen: Bericht über meteorologische Beobachtungen der Hauptstation für das forstliche Versuchswesen in Preussen, Asher & Co., Berlin 1901.
- Der Wärmeaustausch im festen Erdboden, in Gewässern und in der Atmosphäre, J. Springer, Berlin/Heidelberg 1904.
- Die Witterung in Eberswalde in den Jahren 1898 bis 1902, J. Springer, Berlin/Heidelberg 1906.
- Wald und Niederschlag in Westpreussen und Posen: und die Beeinflussung der Regen- und Schneemessung durch den Wind, J. Springer, Berlin/Heidelberg 1906.
- Das Klima von Ostpreussen, W. Jancke, 1908.
- Das Klima im Gebiet Vogelsberg-Spessart-Mainebene, W. Jancke, 1909.
- Die jährlichen Temperaturextreme zu Eberswalde: und Berlin in den 25 Jahren 1884 bis 1908, W. Jancke, 1909.
- Ueber einige neuere Methoden und Ergebnisse der physikalischen Erdbebenforschung, J. Springer, Berlin/Heidelberg 1909.